# Bulbophyllum globulosum
Bulbophyllum globulosum é uma espécie de orquídea (família Orchidaceae) pertencente ao gênero Bulbophyllum. Foi descrita por Henry Nicholas Ridley e André Schuiteman em 2003.